# Bald Hill Creek
Bald Hill Creek är ett vattendrag i Australien. Det ligger i delstaten Victoria, omkring 130 kilometer sydost om delstatshuvudstaden Melbourne.
I omgivningarna runt Bald Hill Creek växer i huvudsak städsegrön lövskog. Runt Bald Hill Creek är det mycket glesbefolkat, med 4 invånare per kvadratkilometer. Genomsnittlig årsnederbörd är 1 301 millimeter. Den regnigaste månaden är juni, med i genomsnitt 181 mm nederbörd, och den torraste är januari, med 57 mm nederbörd.